# Salix subsericea
Salix subsericea là một loài thực vật có hoa trong họ Liễu. Loài này được (Andersson) C. K. Schneider (pro sp.) miêu tả khoa học đầu tiên năm 1904.